# Luka Švab
Luka Švab (* 16. Oktober 1991 in Kranj) ist ein slowenischer Naturbahnrodler. Er fährt im Einsitzer und startet seit 2007 im Weltcup, wo er bisher sechsmal unter die schnellsten 20 kam.

## Karriere
Luka Švab startete ab der Saison 2005/2006 im Interkontinentalcup und nahm im Februar 2006 in Garmisch-Partenkirchen erstmals an einer Juniorenweltmeisterschaft teil, bei der er 19. wurde. Am 14. Januar 2007 bestritt er in Umhausen sein erstes Weltcuprennen, das er auf Platz 30 von 36 Rodlern beendete. In der Saison 2006/2007 blieb dies sein einziger Weltcupstart. Im nächsten Winter kam er bereits zu drei Weltcupeinsätzen, erreichte als bestes Ergebnis einen 19. Platz beim ersten Rennen in Moos in Passeier und wurde 33. im Gesamtweltcup. Bei der Junioreneuropameisterschaft 2007 in St. Sebastian wurde Švab 14., bei der Juniorenweltmeisterschaft 2008 in Latsch schied er jedoch aus.
In der Saison 2008/2009 nahm Luka Švab bereits an fünf der sechs Weltcuprennen teil und erreichte mit zwei 15. Plätzen am Saisonende in Nowouralsk seine bisher besten Ergebnisse. Im Gesamtweltcup wurde er damit 17., was ebenfalls sein bislang bestes Resultat darstellt. Im Februar 2009 nahm er auch erstmals an einer Weltmeisterschaft in der Allgemeinen Klasse teil und erzielte in Moos in Passeier als zweitbester der vier Slowenen den 18. Platz. Bei der Junioreneuropameisterschaft in Longiarü erreichte er im selben Jahr Rang fünf. Vier Weltcuprennen bestritt Švab in der Saison 2009/2010. Sein bestes Resultat war ein 17. Platz im zweiten Rennen von Nowouralsk und er wurde 24. im Gesamtklassement. Bei der Europameisterschaft 2010 in St. Sebastian war er als 21. wieder zweitbester Slowene; zwei Wochen später fuhr er bei der Juniorenweltmeisterschaft in Deutschnofen auf Platz acht.
Nach der Saison 2009/2010 nahm Švab bisher an keinen internationalen Wettkämpfen im Naturbahnrodeln teil. Im Sommer ist er aber weiterhin bei Wettkämpfen im Rollenrodeln am Start. 2010 gewann er die Gesamtwertung des Austrian Rollenrodelcups in der Juniorenklasse.

## Sportliche Erfolge

### Weltmeisterschaften
- Moos in Passeier 2009: 18. Einsitzer

### Europameisterschaften
- St. Sebastian 2010: 21. Einsitzer

### Juniorenweltmeisterschaften
- Garmisch-Partenkirchen 2006: 19. Einsitzer
- Deutschnofen 2010: 8. Einsitzer

### Junioreneuropameisterschaften
- St. Sebastian 2007: 14. Einsitzer
- Longiarü 2009: 5. Einsitzer

### Weltcup
- Einmal unter den besten 20 im Gesamtweltcup
- Sechs Top-20-Platzierungen in Weltcuprennen